# Peter Revson
Peter Jeffrey Revson (Nueva York, Estados Unidos, 27 de febrero de 1939-Johannesburgo, Sudáfrica, 22 de marzo de 1974) fue un piloto de automovilismo estadounidense. Obtuvo dos victorias y cinco podios en la Fórmula 1, y terminó quinto en los campeonatos 1972 y 1973. Además, fue campeón de la CanAm 1971, también con el equipo McLaren. Revson era descendiente directo de la familia Revson, propietaria de la firma de cosméticos Revlon.

## Carrera deportiva
Revson disputó cinco Grandes Premios de Fórmula 1 en 1964 para el equipo Lotus, sin obtener puntos.
Luego disputó la CanAm, donde resultó noveno en 1967, 12º en 1968, 13º en 1969 y octavo en 1970. En 1971 corrió el certamen con un McLaren M8F oficial. Con cinco victorias y cinco podios en diez carreras, obtuvo el título ante su compañero de equipo Denny Hulme. También disputó el Gran Premio de los Estados Unidos de 1971 con un Tyrrell. Revson logró tres podios en la CanAm 1972, ahora con un McLaren M20 oficial, y culminó sexto en el campeonato.
También en 1972, Revson fue llamado para correr en el equipo McLaren de Fórmula 1. Logró cuatro podios en nueve participaciones, y terminó quinto en el campeonato. En 1973 ganó dos Grandes Premios, el Gran Premio de Gran Bretaña y el Gran Premio de Canadá, y obtuvo otros dos podios. De este modo, resultó nuevamente quinto en el campeonato.
En 1974, Revson pasó al equipo Shadow de Fórmula 1. En una práctica para el Gran Premio de Sudáfrica de 1974 en Johannesburgo, las suspensiones de su Shadow fallaron y murió instantáneamente.

## Resultados

### Fórmula 1
(Clave) (negrita indica pole position) (cursiva indica vuelta rápida)
| Año  | Escudería              | 1       | 2       | 3       | 4       | 5       | 6      | 7     | 8      | 9     | 10    | 11      | 12      | 13    | 14    | 15    | Pos. | Puntos |
| ---- | ---------------------- | ------- | ------- | ------- | ------- | ------- | ------ | ----- | ------ | ----- | ----- | ------- | ------- | ----- | ----- | ----- | ---- | ------ |
| 1964 | Revson Racing          | MON DNQ | NED     |         |         |         | GER 14 | AUT   | ITA 13 | USA   | MEX   |         |         |       |       |       | NC   | 0      |
| 1964 | Reg Parnell Racing     |         |         | BEL DSQ | FRA DNS | GBR Ret |        |       |        |       |       |         |         |       |       |       | NC   | 0      |
| 1971 | Elf Team Tyrrell       | RSA     | ESP     | MON     | NED     | FRA     | GBR    | GER   | AUT    | ITA   | CAN   | USA Ret |         |       |       |       | NC   | 0      |
| 1972 | Team Yardley McLaren   | ARG Ret | RSA 3   | ESP 5   | MON     | BEL 7   | FRA    | GBR 3 | GER    | AUT 3 | ITA 4 | CAN 2   | USA 18  |       |       |       | 5º   | 23     |
| 1973 | Team Yardley McLaren   | ARG 8   | BRA Ret | RSA 2   | ESP 4   | BEL Ret | MON 5  | SWE 7 | FRA    | GBR 1 | NED 4 | GER 9   | AUT Ret | ITA 3 | CAN 1 | USA 5 | 5º   | 38     |
| 1974 | UOP Shadow Racing Team | ARG Ret | BRA Ret | RSA     | ESP     | BEL     | MON    | SWE   | NED    | FRA   | GBR   | GER     | AUT     | ITA   | CAN   | USA   | NC   | 0      |